# San Sicario Fraiteve
San Sicario Fraiteve is een skicomplex in Cesana en diende als een van de drie accommodaties voor het alpineskiën tijdens de Olympische Winterspelen 2006 in Turijn, waar het zo'n 88 kilometer van verwijderd is.
De accommodatie bevindt zich in Cesana en ligt in een groot skigebied genaamd Via Lattea en staat in directe verbinding met de wintersportmogelijkheden van Monginevro en Sestriere. De piste van San Sicario Fraiteve is geschikt voor de afdaling. Tijdens de winterspelen vond hier de afdaling voor de dames plaats. De piste strekt zich uit vanaf Fraiteve peak dat op 2707 meter hoogte ligt, tot aan Roccia Rotonda op 2392 meter.
De helling bevindt zich op de berg Monte Fraiteve, kruist halverwege de afdaling het gebied van Soleil Boeuf en eindigt in San Sicario (1690 meter hoogte). Het eerste deel van de baan is zeer steil, waardoor skiërs heel snel een hoge snelheid bereiken. Vervolgens is er een bebost gedeelte waarin de baan geleidelijk afloopt, waarna deze wederom weer erg steil en snel wordt. Het laatste deel van de helling bestaat uit een plat gedeelte, eindigend met een zeer steile muur en een sprong vlak voor de eindstreep. De accommodatie biedt plaats aan 6160 toeschouwers.